# Communauté de communes Piège Lauragais Malepère
Die Communauté de communes Piège Lauragais Malepère ist ein französischer Gemeindeverband mit der Rechtsform einer Communauté de communes im Département Aude in der Region Okzitanien. Sie wurde am 19. Dezember 2012 gegründet und umfasst 38 Gemeinden. Der Verwaltungssitz befindet sich im Ort Bram.

## Mitgliedsgemeinden
| Gemeinde                                        | Einwohner 1. Januar 2022 | Fläche km² | Dichte Einw./km² | Code INSEE | Postleitzahl |
| ----------------------------------------------- | ------------------------ | ---------- | ---------------- | ---------- | ------------ |
| Belpech                                         | 1.339                    | 42,46      | 32               | 11033      | 11420        |
| Bram                                            | 3.252                    | 17,72      | 184              | 11049      | 11150        |
| Brézilhac                                       | 176                      | 6,82       | 26               | 11051      | 11270        |
| Cahuzac                                         | 30                       | 3,04       | 10               | 11057      | 11420        |
| Carlipa                                         | 338                      | 5,26       | 64               | 11070      | 11170        |
| Cazalrenoux                                     | 102                      | 13,35      | 8                | 11087      | 11270        |
| Cenne-Monestiés                                 | 411                      | 7,76       | 53               | 11089      | 11170        |
| Fanjeaux                                        | 886                      | 25,49      | 35               | 11136      | 11270        |
| Fenouillet-du-Razès                             | 76                       | 7,22       | 11               | 11139      | 11240        |
| Ferran                                          | 132                      | 5,86       | 23               | 11141      | 11240        |
| Fonters-du-Razès                                | 74                       | 12,15      | 6                | 11149      | 11400        |
| Gaja-la-Selve                                   | 136                      | 11,38      | 12               | 11159      | 11270        |
| Generville                                      | 51                       | 10,21      | 5                | 11162      | 11270        |
| Hounoux                                         | 133                      | 7,62       | 17               | 11173      | 11240        |
| La Cassaigne                                    | 188                      | 12,13      | 15               | 11072      | 11270        |
| La Force                                        | 259                      | 4,60       | 56               | 11153      | 11270        |
| Lafage                                          | 96                       | 12,71      | 8                | 11184      | 11420        |
| Lasserre-de-Prouille                            | 290                      | 4,16       | 70               | 11193      | 11270        |
| Laurac                                          | 180                      | 11,58      | 16               | 11196      | 11270        |
| Molandier                                       | 251                      | 19,84      | 13               | 11236      | 11420        |
| Montréal                                        | 2.116                    | 55,03      | 38               | 11254      | 11290        |
| Orsans                                          | 97                       | 9,94       | 10               | 11268      | 11270        |
| Pech-Luna                                       | 76                       | 6,57       | 12               | 11278      | 11420        |
| Pécharic-et-le-Py                               | 29                       | 5,77       | 5                | 11277      | 11420        |
| Pexiora                                         | 1.264                    | 13,16      | 96               | 11281      | 11150        |
| Plaigne                                         | 120                      | 13,19      | 9                | 11290      | 11420        |
| Plavilla                                        | 142                      | 12,40      | 11               | 11291      | 11270        |
| Ribouisse                                       | 101                      | 10,21      | 10               | 11312      | 11270        |
| Saint-Amans                                     | 62                       | 8,16       | 8                | 11331      | 11270        |
| Saint-Gaudéric                                  | 108                      | 11,13      | 10               | 11343      | 11270        |
| Saint-Julien-de-Briola                          | 80                       | 11,31      | 7                | 11348      | 11270        |
| Saint-Sernin                                    | 42                       | 6,53       | 6                | 11365      | 11420        |
| Villasavary                                     | 1.216                    | 33,08      | 37               | 11418      | 11150        |
| Villautou                                       | 66                       | 5,97       | 11               | 11419      | 11420        |
| Villeneuve-lès-Montréal                         | 337                      | 2,20       | 153              | 11432      | 11290        |
| Villepinte                                      | 1.252                    | 15,40      | 81               | 11434      | 11150        |
| Villesiscle                                     | 366                      | 5,46       | 67               | 11438      | 11150        |
| Villespy                                        | 425                      | 6,38       | 67               | 11439      | 11170        |
| Communauté de communes Piège Lauragais Malepère | 16.299                   | 473,25     | 34               | –          | –            |